# Zoran Železnik
Zoran Železnik, slovenski veterinar, 9. november 1930, Škofja Loka, † 13. marec 2020

## Življenje in delo
Oče mu je bil sodni uradnik Simon, mati mu je bila Iva (roj. Debeljak).
Železnik je gimnazijo začel obiskovati 1941 v Celju; po nostrifikacijskih izpitih 1945 jo nadaljeval v Kranju in 1950 maturiral, nato v Zagrebu študiral veterino, kjer je 1956 diplomiral in 1963 doktoriral. V letih 1959−1963 je opravil specializacijo iz virologije na Centralnem higienskem zavodu v Ljubljani. Od 1958 je bil zaposlen na Veterinarskem znanstvenem zavodu Slovenije, tu 1964 organiziral virusni laboratorij in ga do 1994 vodil. Od 1971 je predaval na Veterinarski fakulteti v Ljubljani; od leta 1990 kot redni profesor za splošno epizootiologijo. Hkrati je predaval izbrana poglavja iz splošne in specialne virologije na podiplomskem študiju.
Železnik se je pri svojem raziskovalnem delu ukvarjal z veterinarsko virologijo, predvsem z epizootiologijo stekline, nalezljivega vnetja želodca pri prašičih ter govejega infekcioznega rinotraheitisa. Na njegovo pobudo je bila v Sloveniji uvedena peroralna vakcinacija lisic. Sam in v soavtorstvu s sodelavci je objavil okoli 70 znanstvenih in preko 50 strokovnih člankov.